# Etiennea ferina
Etiennea ferina är en insektsart som först beskrevs av De Lotto 1978.  Etiennea ferina ingår i släktet Etiennea och familjen skålsköldlöss. Inga underarter finns listade i Catalogue of Life.